# 1609
Portal Geschichte | Portal Biografien | Aktuelle Ereignisse | Jahreskalender | Tagesartikel

◄ |
16. Jahrhundert |
17. Jahrhundert
| 18. Jahrhundert | ►

◄ |
1570er |
1580er |
1590er |
1600er
| 1610er | 1620er | 1630er | ►

◄◄ |
◄ |
1605 |
1606 |
1607 |
1608 |
1609
| 1610 | 1611 | 1612 | 1613 | ► | ►►
Staatsoberhäupter  · Nekrolog   · Musikjahr
| Januar | Januar | Januar | Januar | Januar | Januar | Januar | Januar |
| Kw     | Mo     | Di     | Mi     | Do     | Fr     | Sa     | So     |
| ------ | ------ | ------ | ------ | ------ | ------ | ------ | ------ |
| 1      |        |        |        | 1      | 2      | 3      | 4      |
| 2      | 5      | 6      | 7      | 8      | 9      | 10     | 11     |
| 3      | 12     | 13     | 14     | 15     | 16     | 17     | 18     |
| 4      | 19     | 20     | 21     | 22     | 23     | 24     | 25     |
| 5      | 26     | 27     | 28     | 29     | 30     | 31     |        |

| Februar | Februar | Februar | Februar | Februar | Februar | Februar | Februar |
| Kw      | Mo      | Di      | Mi      | Do      | Fr      | Sa      | So      |
| ------- | ------- | ------- | ------- | ------- | ------- | ------- | ------- |
| 5       |         |         |         |         |         |         | 1       |
| 6       | 2       | 3       | 4       | 5       | 6       | 7       | 8       |
| 7       | 9       | 10      | 11      | 12      | 13      | 14      | 15      |
| 8       | 16      | 17      | 18      | 19      | 20      | 21      | 22      |
| 9       | 23      | 24      | 25      | 26      | 27      | 28      |         |

| März | März | März | März | März | März | März | März |
| Kw   | Mo   | Di   | Mi   | Do   | Fr   | Sa   | So   |
| ---- | ---- | ---- | ---- | ---- | ---- | ---- | ---- |
| 9    |      |      |      |      |      |      | 1    |
| 10   | 2    | 3    | 4    | 5    | 6    | 7    | 8    |
| 11   | 9    | 10   | 11   | 12   | 13   | 14   | 15   |
| 12   | 16   | 17   | 18   | 19   | 20   | 21   | 22   |
| 13   | 23   | 24   | 25   | 26   | 27   | 28   | 29   |
| 14   | 30   | 31   |      |      |      |      |      |

| April | April | April | April | April | April | April | April |
| Kw    | Mo    | Di    | Mi    | Do    | Fr    | Sa    | So    |
| ----- | ----- | ----- | ----- | ----- | ----- | ----- | ----- |
| 14    |       |       | 1     | 2     | 3     | 4     | 5     |
| 15    | 6     | 7     | 8     | 9     | 10    | 11    | 12    |
| 16    | 13    | 14    | 15    | 16    | 17    | 18    | 19    |
| 17    | 20    | 21    | 22    | 23    | 24    | 25    | 26    |
| 18    | 27    | 28    | 29    | 30    |       |       |       |

| Mai | Mai | Mai | Mai | Mai | Mai | Mai | Mai |
| Kw  | Mo  | Di  | Mi  | Do  | Fr  | Sa  | So  |
| --- | --- | --- | --- | --- | --- | --- | --- |
| 18  |     |     |     |     | 1   | 2   | 3   |
| 19  | 4   | 5   | 6   | 7   | 8   | 9   | 10  |
| 20  | 11  | 12  | 13  | 14  | 15  | 16  | 17  |
| 21  | 18  | 19  | 20  | 21  | 22  | 23  | 24  |
| 22  | 25  | 26  | 27  | 28  | 29  | 30  | 31  |

| Juni | Juni | Juni | Juni | Juni | Juni | Juni | Juni |
| Kw   | Mo   | Di   | Mi   | Do   | Fr   | Sa   | So   |
| ---- | ---- | ---- | ---- | ---- | ---- | ---- | ---- |
| 23   | 1    | 2    | 3    | 4    | 5    | 6    | 7    |
| 24   | 8    | 9    | 10   | 11   | 12   | 13   | 14   |
| 25   | 15   | 16   | 17   | 18   | 19   | 20   | 21   |
| 26   | 22   | 23   | 24   | 25   | 26   | 27   | 28   |
| 27   | 29   | 30   |      |      |      |      |      |

| Juli | Juli | Juli | Juli | Juli | Juli | Juli | Juli |
| Kw   | Mo   | Di   | Mi   | Do   | Fr   | Sa   | So   |
| ---- | ---- | ---- | ---- | ---- | ---- | ---- | ---- |
| 27   |      |      | 1    | 2    | 3    | 4    | 5    |
| 28   | 6    | 7    | 8    | 9    | 10   | 11   | 12   |
| 29   | 13   | 14   | 15   | 16   | 17   | 18   | 19   |
| 30   | 20   | 21   | 22   | 23   | 24   | 25   | 26   |
| 31   | 27   | 28   | 29   | 30   | 31   |      |      |

| August | August | August | August | August | August | August | August |
| Kw     | Mo     | Di     | Mi     | Do     | Fr     | Sa     | So     |
| ------ | ------ | ------ | ------ | ------ | ------ | ------ | ------ |
| 31     |        |        |        |        |        | 1      | 2      |
| 32     | 3      | 4      | 5      | 6      | 7      | 8      | 9      |
| 33     | 10     | 11     | 12     | 13     | 14     | 15     | 16     |
| 34     | 17     | 18     | 19     | 20     | 21     | 22     | 23     |
| 35     | 24     | 25     | 26     | 27     | 28     | 29     | 30     |
| 36     | 31     |        |        |        |        |        |        |

| September | September | September | September | September | September | September | September |
| Kw        | Mo        | Di        | Mi        | Do        | Fr        | Sa        | So        |
| --------- | --------- | --------- | --------- | --------- | --------- | --------- | --------- |
| 36        |           | 1         | 2         | 3         | 4         | 5         | 6         |
| 37        | 7         | 8         | 9         | 10        | 11        | 12        | 13        |
| 38        | 14        | 15        | 16        | 17        | 18        | 19        | 20        |
| 39        | 21        | 22        | 23        | 24        | 25        | 26        | 27        |
| 40        | 28        | 29        | 30        |           |           |           |           |

| Oktober | Oktober | Oktober | Oktober | Oktober | Oktober | Oktober | Oktober |
| Kw      | Mo      | Di      | Mi      | Do      | Fr      | Sa      | So      |
| ------- | ------- | ------- | ------- | ------- | ------- | ------- | ------- |
| 40      |         |         |         | 1       | 2       | 3       | 4       |
| 41      | 5       | 6       | 7       | 8       | 9       | 10      | 11      |
| 42      | 12      | 13      | 14      | 15      | 16      | 17      | 18      |
| 43      | 19      | 20      | 21      | 22      | 23      | 24      | 25      |
| 44      | 26      | 27      | 28      | 29      | 30      | 31      |         |

| November | November | November | November | November | November | November | November |
| Kw       | Mo       | Di       | Mi       | Do       | Fr       | Sa       | So       |
| -------- | -------- | -------- | -------- | -------- | -------- | -------- | -------- |
| 44       |          |          |          |          |          |          | 1        |
| 45       | 2        | 3        | 4        | 5        | 6        | 7        | 8        |
| 46       | 9        | 10       | 11       | 12       | 13       | 14       | 15       |
| 47       | 16       | 17       | 18       | 19       | 20       | 21       | 22       |
| 48       | 23       | 24       | 25       | 26       | 27       | 28       | 29       |
| 49       | 30       |          |          |          |          |          |          |

| Dezember | Dezember | Dezember | Dezember | Dezember | Dezember | Dezember | Dezember |
| Kw       | Mo       | Di       | Mi       | Do       | Fr       | Sa       | So       |
| -------- | -------- | -------- | -------- | -------- | -------- | -------- | -------- |
| 49       |          | 1        | 2        | 3        | 4        | 5        | 6        |
| 50       | 7        | 8        | 9        | 10       | 11       | 12       | 13       |
| 51       | 14       | 15       | 16       | 17       | 18       | 19       | 20       |
| 52       | 21       | 22       | 23       | 24       | 25       | 26       | 27       |
| 53       | 28       | 29       | 30       | 31       |          |          |          |

| Januar | Januar | Januar | Januar | Januar | Januar | Januar | Januar |
| Kw     | Mo     | Di     | Mi     | Do     | Fr     | Sa     | So     |
| ------ | ------ | ------ | ------ | ------ | ------ | ------ | ------ |
| 1      |        |        |        | 1      | 2      | 3      | 4      |
| 2      | 5      | 6      | 7      | 8      | 9      | 10     | 11     |
| 3      | 12     | 13     | 14     | 15     | 16     | 17     | 18     |
| 4      | 19     | 20     | 21     | 22     | 23     | 24     | 25     |
| 5      | 26     | 27     | 28     | 29     | 30     | 31     |        |

| Februar | Februar | Februar | Februar | Februar | Februar | Februar | Februar |
| Kw      | Mo      | Di      | Mi      | Do      | Fr      | Sa      | So      |
| ------- | ------- | ------- | ------- | ------- | ------- | ------- | ------- |
| 5       |         |         |         |         |         |         | 1       |
| 6       | 2       | 3       | 4       | 5       | 6       | 7       | 8       |
| 7       | 9       | 10      | 11      | 12      | 13      | 14      | 15      |
| 8       | 16      | 17      | 18      | 19      | 20      | 21      | 22      |
| 9       | 23      | 24      | 25      | 26      | 27      | 28      |         |

| März | März | März | März | März | März | März | März |
| Kw   | Mo   | Di   | Mi   | Do   | Fr   | Sa   | So   |
| ---- | ---- | ---- | ---- | ---- | ---- | ---- | ---- |
| 9    |      |      |      |      |      |      | 1    |
| 10   | 2    | 3    | 4    | 5    | 6    | 7    | 8    |
| 11   | 9    | 10   | 11   | 12   | 13   | 14   | 15   |
| 12   | 16   | 17   | 18   | 19   | 20   | 21   | 22   |
| 13   | 23   | 24   | 25   | 26   | 27   | 28   | 29   |
| 14   | 30   | 31   |      |      |      |      |      |

| April | April | April | April | April | April | April | April |
| Kw    | Mo    | Di    | Mi    | Do    | Fr    | Sa    | So    |
| ----- | ----- | ----- | ----- | ----- | ----- | ----- | ----- |
| 14    |       |       | 1     | 2     | 3     | 4     | 5     |
| 15    | 6     | 7     | 8     | 9     | 10    | 11    | 12    |
| 16    | 13    | 14    | 15    | 16    | 17    | 18    | 19    |
| 17    | 20    | 21    | 22    | 23    | 24    | 25    | 26    |
| 18    | 27    | 28    | 29    | 30    |       |       |       |

| Mai | Mai | Mai | Mai | Mai | Mai | Mai | Mai |
| Kw  | Mo  | Di  | Mi  | Do  | Fr  | Sa  | So  |
| --- | --- | --- | --- | --- | --- | --- | --- |
| 18  |     |     |     |     | 1   | 2   | 3   |
| 19  | 4   | 5   | 6   | 7   | 8   | 9   | 10  |
| 20  | 11  | 12  | 13  | 14  | 15  | 16  | 17  |
| 21  | 18  | 19  | 20  | 21  | 22  | 23  | 24  |
| 22  | 25  | 26  | 27  | 28  | 29  | 30  | 31  |

| Juni | Juni | Juni | Juni | Juni | Juni | Juni | Juni |
| Kw   | Mo   | Di   | Mi   | Do   | Fr   | Sa   | So   |
| ---- | ---- | ---- | ---- | ---- | ---- | ---- | ---- |
| 23   | 1    | 2    | 3    | 4    | 5    | 6    | 7    |
| 24   | 8    | 9    | 10   | 11   | 12   | 13   | 14   |
| 25   | 15   | 16   | 17   | 18   | 19   | 20   | 21   |
| 26   | 22   | 23   | 24   | 25   | 26   | 27   | 28   |
| 27   | 29   | 30   |      |      |      |      |      |

| Juli | Juli | Juli | Juli | Juli | Juli | Juli | Juli |
| Kw   | Mo   | Di   | Mi   | Do   | Fr   | Sa   | So   |
| ---- | ---- | ---- | ---- | ---- | ---- | ---- | ---- |
| 27   |      |      | 1    | 2    | 3    | 4    | 5    |
| 28   | 6    | 7    | 8    | 9    | 10   | 11   | 12   |
| 29   | 13   | 14   | 15   | 16   | 17   | 18   | 19   |
| 30   | 20   | 21   | 22   | 23   | 24   | 25   | 26   |
| 31   | 27   | 28   | 29   | 30   | 31   |      |      |

| August | August | August | August | August | August | August | August |
| Kw     | Mo     | Di     | Mi     | Do     | Fr     | Sa     | So     |
| ------ | ------ | ------ | ------ | ------ | ------ | ------ | ------ |
| 31     |        |        |        |        |        | 1      | 2      |
| 32     | 3      | 4      | 5      | 6      | 7      | 8      | 9      |
| 33     | 10     | 11     | 12     | 13     | 14     | 15     | 16     |
| 34     | 17     | 18     | 19     | 20     | 21     | 22     | 23     |
| 35     | 24     | 25     | 26     | 27     | 28     | 29     | 30     |
| 36     | 31     |        |        |        |        |        |        |

| September | September | September | September | September | September | September | September |
| Kw        | Mo        | Di        | Mi        | Do        | Fr        | Sa        | So        |
| --------- | --------- | --------- | --------- | --------- | --------- | --------- | --------- |
| 36        |           | 1         | 2         | 3         | 4         | 5         | 6         |
| 37        | 7         | 8         | 9         | 10        | 11        | 12        | 13        |
| 38        | 14        | 15        | 16        | 17        | 18        | 19        | 20        |
| 39        | 21        | 22        | 23        | 24        | 25        | 26        | 27        |
| 40        | 28        | 29        | 30        |           |           |           |           |

| Oktober | Oktober | Oktober | Oktober | Oktober | Oktober | Oktober | Oktober |
| Kw      | Mo      | Di      | Mi      | Do      | Fr      | Sa      | So      |
| ------- | ------- | ------- | ------- | ------- | ------- | ------- | ------- |
| 40      |         |         |         | 1       | 2       | 3       | 4       |
| 41      | 5       | 6       | 7       | 8       | 9       | 10      | 11      |
| 42      | 12      | 13      | 14      | 15      | 16      | 17      | 18      |
| 43      | 19      | 20      | 21      | 22      | 23      | 24      | 25      |
| 44      | 26      | 27      | 28      | 29      | 30      | 31      |         |

| November | November | November | November | November | November | November | November |
| Kw       | Mo       | Di       | Mi       | Do       | Fr       | Sa       | So       |
| -------- | -------- | -------- | -------- | -------- | -------- | -------- | -------- |
| 44       |          |          |          |          |          |          | 1        |
| 45       | 2        | 3        | 4        | 5        | 6        | 7        | 8        |
| 46       | 9        | 10       | 11       | 12       | 13       | 14       | 15       |
| 47       | 16       | 17       | 18       | 19       | 20       | 21       | 22       |
| 48       | 23       | 24       | 25       | 26       | 27       | 28       | 29       |
| 49       | 30       |          |          |          |          |          |          |

| Dezember | Dezember | Dezember | Dezember | Dezember | Dezember | Dezember | Dezember |
| Kw       | Mo       | Di       | Mi       | Do       | Fr       | Sa       | So       |
| -------- | -------- | -------- | -------- | -------- | -------- | -------- | -------- |
| 49       |          | 1        | 2        | 3        | 4        | 5        | 6        |
| 50       | 7        | 8        | 9        | 10       | 11       | 12       | 13       |
| 51       | 14       | 15       | 16       | 17       | 18       | 19       | 20       |
| 52       | 21       | 22       | 23       | 24       | 25       | 26       | 27       |
| 53       | 28       | 29       | 30       | 31       |          |          |          |

## Ereignisse

### Politik und Weltgeschehen

#### Ost- und Nordeuropa
- 28. Februar: Der russische Zar Wassili IV. erlangt im Vertrag von Wiborg gegen die Abtretung der Festung Kexholm am Ladogasee Militärhilfe im Ausmaß von 15.000 Mann durch König Karl IX. von Schweden, der mit seinem Neffen Sigismund III. Wasa von Polen-Litauen verfeindet ist. Der Oberbefehlshaber der Truppen Wassilis, Michail Wassiljewitsch Skopin-Schuiski sammelt in Torschok neue Aufgebote, verlegt durch einen Sieg bei Twer den Truppen des Falschen Dimitri den Weg in den russischen Norden und entsetzt das belagerte Dreifaltigkeitskloster.
- 16. September: Der Polnisch-Russische Krieg beginnt mit der Belagerung von Smolensk durch den polnischen König Sigismund III. Wasa. Am 21. September trifft er selbst vor der Stadt ein, deren Bewohner sich allerdings erst nach einem zwanzigmonatigen hartnäckigen Widerstand dem übermächtigen Gegner ergeben. Der Krieg dauert bis 1618.

#### Achtzigjähriger Krieg

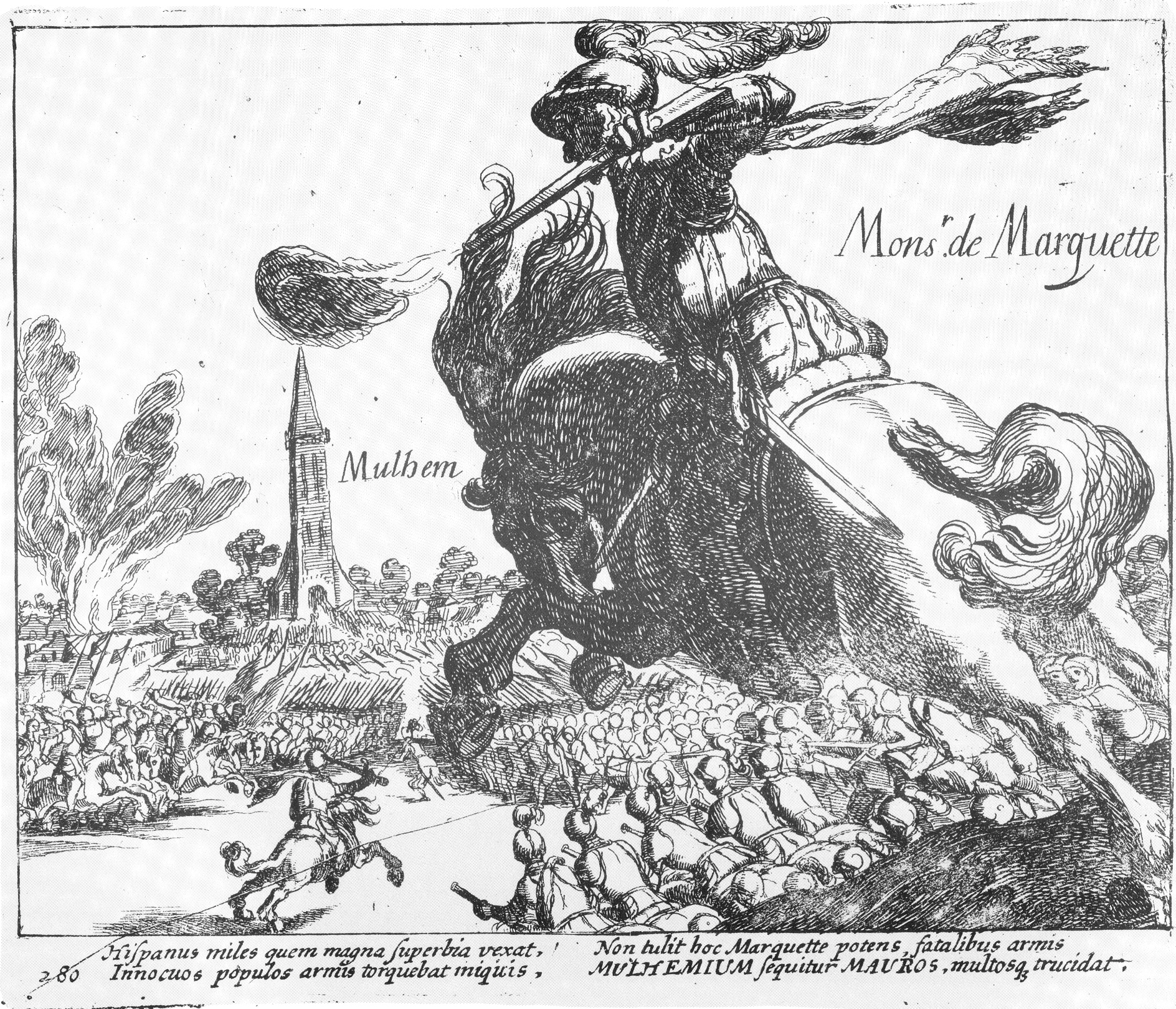
Schlacht bei Mülheim

- Februar: Die Schlacht bei Mülheim in der Nähe von Mülheim an der Ruhr auf dem Gebiet der historischen Herrschaft Broich gewinnen generalstaatische Truppen unter Daniël de Hertaing gegen spanische Truppen.
- 12. April: In Antwerpen schließen Spanien und die Republik der Sieben Vereinigten Provinzen im Achtzigjährigen Krieg einen Waffenstillstand, der zwölf Jahre lang halten wird.

#### Jülich-Klevischer Erbfolgestreit
- 25. März: Der Tod von Herzog Johann Wilhelm von Jülich-Kleve-Berg löst den Jülich-Klevischen Erbfolgestreit aus. Johann Sigismund von Brandenburg und Philipp Ludwig von Pfalz-Neuburg beanspruchen die Erbfolge des ohne direkte Nachkommen verstorbenen Reichsfürsten für sich. Neben diesen Hauptkonkurrenten melden auch Kurfürst Christian II. von Sachsen und Herzog Johann II. von Pfalz-Zweibrücken Erbansprüche an.
- Im Mai trifft ein kaiserlicher Kommissar ein, der die Stände und Räte dazu anhält, eine gemeinsame Regierung unter der Aufsicht Rudolfs II. zu bilden. Gegen diese Einmischung beschließen Brandenburg und Pfalz-Neuburg im Dortmunder Rezess vom 10. Juni, Jülich-Kleve bis zu einer endgültigen Einigung als gemeinsamen Besitz zu betrachten. Die Regierung soll von den „Possedierenden“, den Abgesandten beider Seiten, also Erbprinz Wolfgang Wilhelm von Pfalz-Neuburg, dem Sohn des Pfalzgrafen Philipp Ludwig, und Markgraf Ernst, dem Bruder Johann Sigismunds, ausgeübt werden. Eine endgültige Regelung der Eigentumsverhältnisse soll entweder gütlich oder durch eine Schiedskommission erfolgen. Die Possedierenden werden in Kleve und Mark schnell als neue Herrscher angenommen, in Jülich und Berg stoßen sie jedoch auf Widerstand. Die neuen Herrscher erhalten Unterstützung durch Pfalz-Zweibrücken, das den Dortmunder Vertrag anerkennt, und durch die Protestantische Union, Moritz von Hessen und Heinrich IV. von Frankreich, die Gesandte nach Düsseldorf schicken. Einer kaiserlichen Weisung, alle von ihnen getroffenen Regelungen rückgängig zu machen, widersetzen sich die Possedierenden. Sachsen nutzte die Gelegenheit, um seine Ansprüche beim Kaiser erneut geltend zu machen.
- Der Kommandant der Festung Jülich, Oberst Johann von Reuschenberg zu Overbach, erkennt Ernst und Wolfgang Wilhelm nicht an und setzt in seiner Festung eine kaiserliche Regierung ein. Rudolf entsendet daraufhin Erzherzog Leopold von Habsburg als Bevollmächtigten an die Spitze dieses Gremiums.
- Den Possedierenden gelingt es zwar im Verlauf des Sommers, in allen Provinzen des Landes anerkannt zu werden, doch tut sich ein immer tieferer Graben zwischen Ernst und Wolfgang Wilhelm auf. Der Neuburger versucht, seine Schwäche aufgrund der geringeren Macht seines Fürstentums im Vergleich zu Brandenburg dadurch zu kompensieren, dass er sich dem Kaiser und den Lutheranern annähert.
- Heinrich IV., der ein Eingreifen der Spanier aus den Niederlanden befürchtet, zieht Truppen an der französisch-niederländischen Grenze zusammen.

#### Weitere Ereignisse im Heiligen Römischen Reich
- 6. Juli: Die protestantischen Adligen Böhmens und Schlesiens erreichen, dass Kaiser Rudolf II. ihnen einen Majestätsbrief ausstellt, der ihnen die freie Religionsausübung garantiert.
- 3. bis 10. Juli: In München wird die Katholische Liga unter der Führung des bayerischen Herzogs Maximilian I. gegründet.

#### Weitere Ereignisse in Europa
- 7. Februar: Cosimo II. de’ Medici wird als Nachfolger seines verstorbenen Vaters Ferdinando I. de’ Medici Großherzog der Toskana.
- Mit St Paul’s Bay Tower wird auf Malta unter der Herrschaft von Großmeister Alof de Wignacourt der zweite der Wignacourt Towers zur Verteidigung der Insel errichtet.

#### Asien
- Das Safawidenreich erobert die von den Kurden unter Emîr Xan Lepzêrîn verteidigte Festung Dimdim in der bis 1610 dauernden Schlacht bei Dimdim.

#### Karibik
- 28. Juli: Eine Insel der Bermudas wird zehn Monate lang unfreiwillig durch englische Kolonisten besiedelt, die nach Virginia wollen. Ihr Schiff läuft in einem schweren Sturm auf ein Riff auf und wird dadurch seeuntüchtig.

#### Südamerika
- In Loreto del Pirapó wird die erste Jesuitenreduktion aufgebaut. Unterstützt wird das Unternehmen durch eine königliche Cédula Magna vom 6. März, die statuiert: „Die (getauften) Indianer sollen so frei sein wie die Spanier“.

#### Entdeckungsfahrten in Nordamerika

##### Henry Hudson
- 6. April: Im Auftrag der Vereinigten Ostindischen Kompanie sticht das Schiff Halve Maen unter dem Kommando des Engländers Henry Hudson von den Niederlanden aus in See, um eine Nordostpassage in den Pazifik zu finden. Als sein Weg nach einer stürmischen Umrundung des Nordkaps bei Nowaja Semlja wieder durch Eis blockiert ist, dreht er auf Druck seiner meuternden Besatzung Mitte Mai um und wendet sich nach Westen. Am 2. Juli erreicht er die Neufundlandbank und segelt die amerikanische Küste entlang nach Süden.
- 11. September: Henry Hudson erreicht die Insel Manhattan und entdeckt den später nach ihm benannten Hudson River, dessen Lauf er bis in die Gegend des heutigen Albany folgt.
- 23. September: Die Halve Maen tritt die Heimreise an und erreicht am 7. November England.

##### Samuel de Champlain
- 12. Juli: Samuel de Champlain entdeckt den später nach ihm benannten Lake Champlain.

### Wirtschaft

Erstausgabe der Aviso, Relation oder Zeitung

- 15. Januar: Die Erstausgabe des Aviso, Relation oder Zeitung erscheint in Wolfenbüttel. Es handelt sich dabei um eine der ersten Zeitungen in Deutschland.
- 31. Januar: Die Amsterdamer Wechselbank nimmt ihren Geschäftsbetrieb auf. Angenommenes Bargeld gleich welcher Währung schreibt sie auf in Bankgulden geführten Konten ihrer Einleger gut. Forderungen ihrer Kunden untereinander gleicht sie bargeldlos auf den bei ihr geführten Konten aus. Kreditgewährung und das Wechseldiskontgeschäft sind der Bank untersagt.

### Wissenschaft und Technik
- 8. Dezember: Die Mailänder Biblioteca Ambrosiana öffnet (nach der Oxforder Bodleian Library) als zweite in Europa ihren Leseraum für das Publikum.
- Johannes Kepler veröffentlicht die beiden ersten Keplerschen Gesetze in der Astronomia nova (Neue Astronomie).
- Galileo Galilei baut in Venedig ein astronomisches Fernrohr nach der Konstruktion von Hans Lipperhey.

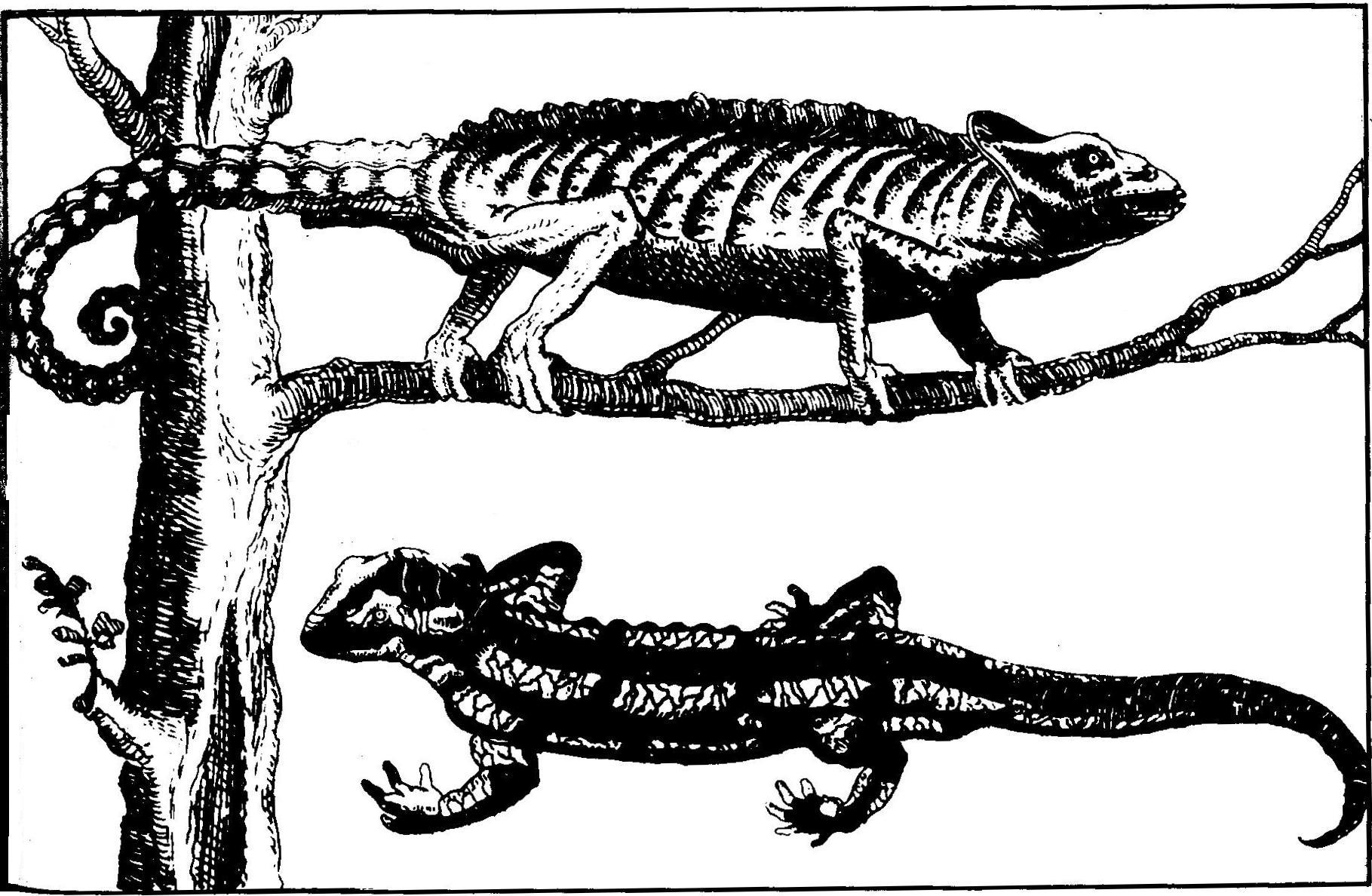
Eine Kupfertafel aus dem Werk Madagascar mit einem Chamäleon (oben) und einem als Salamander bezeichneten Tier

- Hieronymus Megisers Buch Warhafftige […] Beschreibung der […] Insul Madagascar mit dem ersten Deutsch-Madagassischen Wörterbuch erscheint

### Kultur

#### Bildende Kunst

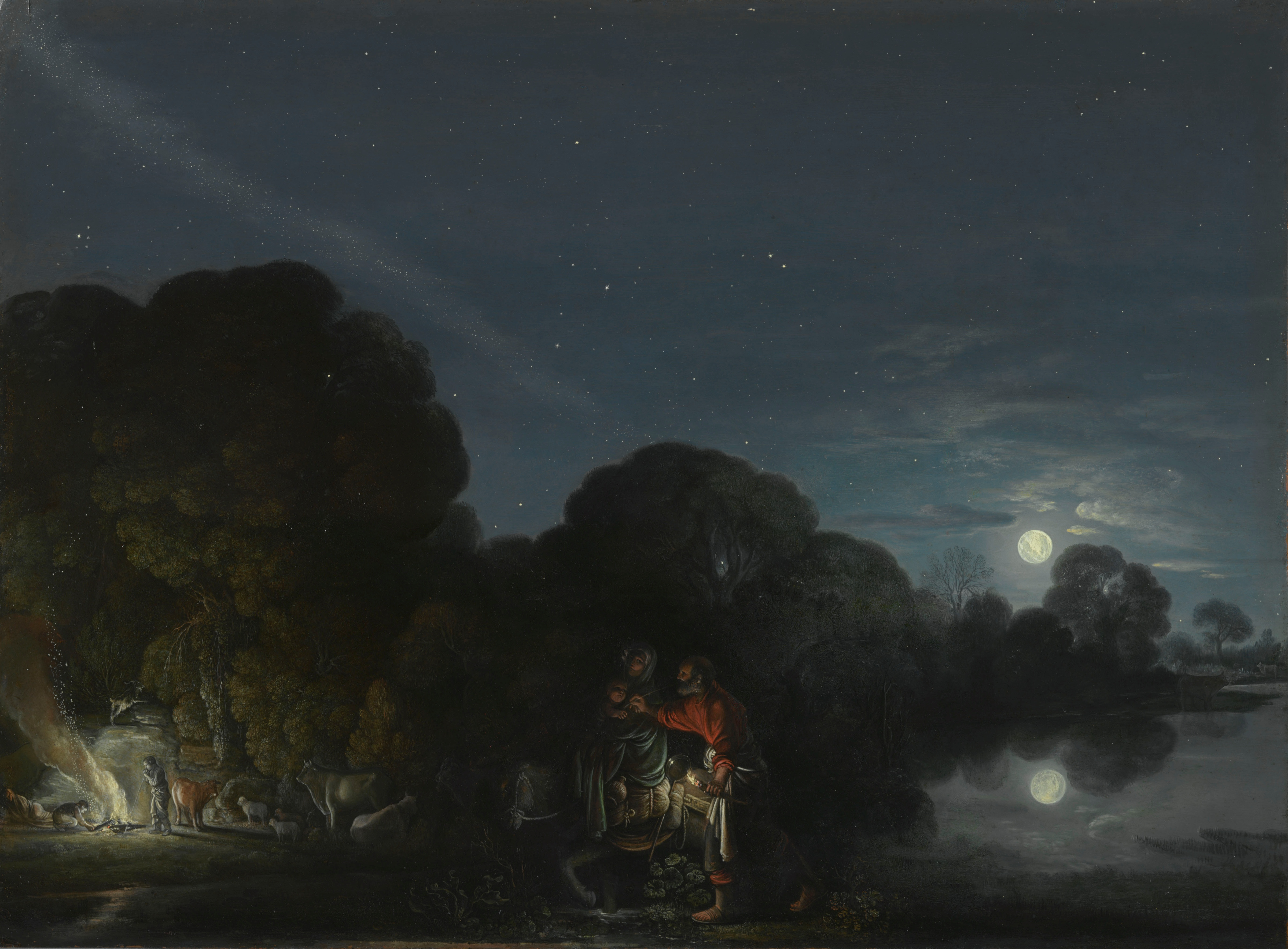
Elsheimer: Flucht nach Ägypten, 1609

- 16. Juni: Der Maler Adam Elsheimer beobachtet das Firmament über Rom und bringt seine exakten Beobachtungen im Bild Die Flucht nach Ägypten auf die Leinwand.
- Erzherzog Albrecht VII. und Isabella ernennen Peter Paul Rubens zum Hofmaler.

### Religion
- Gründung der ersten Baptistengemeinde in Amsterdam durch englische Glaubensflüchtlinge
- Disputation zwischen Jacobus Arminius (Arminianismus, Remonstranten) und Franciscus Gomarus (Contraremonstranten) über die Prädestination
- Das Buch Philothea (Anleitung zum frommen Leben) des heiligen Franz von Sales erscheint.

## Geboren

### Erstes Halbjahr
- 06. Januar: Franz Vigil von Spaur und Valör, Bischof von Chiemsee († 1670)
- 30. Januar: Wenzel Eusebius von Lobkowicz, böhmischer Adeliger und Politiker sowie Herzog von Sagan († 1677)
- 10. Februar: John Suckling, englischer Höfling, Dichter und Dramatiker († 1642)
- 14. Februar: Ádám Batthyány, ungarischer Adliger und General († 1659)
- 18. Februar: Edward Hyde, 1. Earl of Clarendon, englischer Staatsmann und Historiker († 1674)
- 21. Februar: Raimund von Montecuccoli, österreichischer Feldherr, Diplomat und Staatsmann († 1680)
- 18. März: Friedrich III., König von Dänemark und Norwegen († 1670)
- 21. März: Johann II. Kasimir, König von Polen, Großfürst von Litauen und Titularkönig von Schweden († 1672)
- 16. Mai: Ferdinand von Österreich, Kardinal und Feldherr im Dreißigjährigen Krieg († 1641)
- 17. Juni: Johann, Landgraf von Hessen-Braubach und Feldherr († 1651)
- 29. Juni: Pierre-Paul Riquet, französischer Ingenieur († 1680)

### Zweites Halbjahr
- 04. Juli: Schering Rosenhane, schwedischer Gesandter bei den Westfälischen Friedensverhandlungen († 1663)
- 15. Juli: Kazimierz Lew Sapieha, polnisch-litauischer Staatsmann († 1656)
- 26. Juli: Adolph Wilhelm von Krosigk, deutscher Politiker, Diplomat und Gesandter († 1657)
- 29. Juli: Maria Gonzaga, Prinzessin von Mantua, Regentin der Herzogtümer Mantua, Montferrat, Nevers und Rethel († 1660)
- 25. August: Sassoferrato, italienischer Maler († 1685)
- 30. August: Artus Quellinus I., flämischer Bildhauer († 1668)
- 26. September: Christina Sophia von Ostfriesland, Landgräfin von Hessen-Butzbach († 1658)
- 03. Oktober: John Clarke, englischer Arzt, Baptistenprediger und Politiker († 1676)
- 05. Oktober: Paul Fleming, deutscher Arzt und Schriftsteller († 1640)
- 14. Oktober: Ernst Günther, Herzog von Schleswig-Holstein-Sonderburg-Augustenburg († 1689)
- 18. Oktober: Josias Rantzau, deutscher Heerführer, Marschall von Frankreich († 1650)
- 22. Oktober: Carlo II. Gonzaga-Nevers, Herzog von Mantua, Montferrat, Nevers und Rethel († 1631)
- 01. November: Matthew Hale, englischer Rechtsgelehrter und Staatsmann († 1676)
- 15. November: Henrietta Maria von Frankreich, durch ihre Heirat mit Karl I. Königin von England, Schottland und Irland († 1669)
- 23. November: Sophie Eleonore von Sachsen, Landgräfin von Hessen-Darmstadt († 1671)
- 06. Dezember: David Mevius, deutscher Jurist († 1670)
- 06. Dezember: Nikolaus II., Herzog von Lothringen († 1670)
- 13. Dezember: Isbrand van Diemerbroeck, niederländischer Mediziner († 1674)
- 28. Dezember: Ernst Ludwig Avemann, deutscher Politiker und Diplomat († 1689)
- 30. Dezember: Anna Maria, Prinzessin von Brandenburg-Bayreuth und Fürstin zu Eggenberg († 1680)

### Genaues Geburtsdatum unbekannt
- Luc d’Achery, französischer Bibliothekar und Historiker († 1685)
- Georges d’Aubusson de la Feuillade, französischer Geistlicher († 1697)
- Christian Förner, deutscher Orgelbauer († 1678)
- Judith Leyster, niederländische Malerin des Barock († 1660)

## Gestorben

### Todesdatum gesichert
- 21. Januar: Joseph Justus Scaliger, französischer Wissenschaftler (* 1540)
- 03. Februar: Ferdinando I. de’ Medici, Großherzog der Toskana und Kardinal (* 1549)
- 04. Februar: García Hurtado de Mendoza, spanischer Gouverneur von Chile und Vizekönig von Peru (* 1535)
- 25. März: Johann Wilhelm von Jülich-Kleve-Berg, Bischof von Münster und Herzog von Jülich-Kleve-Berg (* 1562)
- 29. März: Hans von Schellenberg, deutscher Gutsbesitzer und Gelehrter (* 1552)
- 04. April: Christoph von Loß der Ältere, kursächsischer Hofmarschall, Reichspfennigmeister des Ober- und Niedersächsischen Reichskreises (* 1545)
- 05. April: Henrique Dias Milão, portugiesischer Kaufmann und Opfer der Inquisition (* 1528)
- 16. April: Francisco Cabral, portugiesischer Jesuit und Missionar in Japan (* 1529)
- 28. April: Sebastian Cattaneo, Bischof von Chiemsee und Autor theologischer Schriften (* 1545)
- 05. Mai: Stephan I. Illésházy, Palatin von Ungarn (* 1540)
- 11. Mai: Antoine IV. d’Estrées, französischer Adliger und Militärführer (* um 1529)
- 14. Mai: Christoph Popel von Lobkowitz, böhmischer Politiker und Diplomat (* 1549)
- 15. Mai: Giovanni Croce, italienischer Komponist, Kapellmeister und Priester der venezianischen Renaissance (* 1557)
- 20. Mai: Georg Rollenhagen, deutscher Schriftsteller, Pädagoge und Prediger (* 1542)
- 02. Juni: Poul Cypræus, dänischer Jurist, Historiker und Diplomat (* 1536)
- 26. Juni: Johann Philipp von Gebsattel, Fürstbischof von Bamberg (* 1555)
- 28. Juni: Agathe, Gräfin von Tübingen (* 1533)
- 15. Juli: Annibale Carracci, italienischer Maler (* 1560)
- 19. Juli: Nicolas Gistou, dänischer Komponist (* um 1560)
- 14. September: Balthasar Sartorius, deutscher lutherischer Theologe (* 1534)
- 17. September: Judah Löw, Prager Rabbiner, Talmudist und Philosoph (* zwischen 1512 und 1525)
- 20. September: Anna Elisabeth, Pfalzgräfin von Simmern, Prinzessin von der Pfalz, Landgräfin von Hessen-Rheinfels und Pfalzgräfin von Veldenz (* 1549)
- 01. Oktober: Giovanni Matteo Asola, italienischer Kapellmeister und Komponist (* um 1532)
- 15. Oktober: Joseph Heintz der Ältere, Schweizer Maler (* 1564)
- 16. Oktober: Dorothea Hedwig von Braunschweig-Wolfenbüttel, Fürstin von Anhalt-Zerbst (* 1587)
- 19. Oktober: Jacobus Arminius, niederländischer reformierter Theologe und Begründer des Arminianismus (* 1560)

### Genaues Todesdatum unbekannt
- Michael Abel, deutscher Humanist, neulateinischer Dichter und Lyriker (* 1542)
- James Hamilton, 3. Earl of Arran, schottischer Adeliger (* 1537)
- Hans Vredeman de Vries, niederländischer Maler (* 1527)